# Čatež ob Savi
Čatež ob Savi este o localitate din comuna Brežice, Slovenia, cu o populație de 322 de locuitori.